# Moumouni Dagano
Beli Moumouni Dagano (Ouagadougou, 3 gennaio 1981) è un ex calciatore burkinabé, di ruolo attaccante.

## Carriera

### Nazionale
Nelle qualificazioni per il Mondiale 2010 con la maglia della sua Nazionale è risultato il capocannoniere assoluto di tutta la zona africana grazie ai suoi 13 gol in 12 partite, sopravanzando anche Samuel Eto'o (9), Frédéric Kanouté (8) e Didier Drogba (6).

## Palmarès

### Club

#### Competizioni nazionali
- Coppa del Burkina Faso: 1

Étoile Ouagadougou: 1999-2000
- Campionato belga: 1

Genk: 2001-2002
- Coppa di Francia: 1

Sochaux: 2006-2007